# Tavorita
La tavorita és un mineral de la classe dels fosfats, que pertany al grup de l'ambligonita. Rep el seu nom en honor d'Elysairio Tavora (1911-), professor de mineralogia de la Universitat Federal de Rio de Janeiro, al Brasil.

## Característiques
La tavorita és un fosfat de fórmula química LiFe3+(PO₄)(OH). Cristal·litza en el sistema triclínic. La seva duresa a l'escala de Mohs és 5. És un mineral isostructural amb l'ambligonita i la montebrasita.
Segons la classificació de Nickel-Strunz, la tavorita pertany a «08.BA: Fosfats, etc. amb anions addicionals, sense H₂O, només amb cations de mida mitjana, (OH, etc.):RO₄ sobre 1:1» juntament amb els següents minerals: ambligonita, montebrasita, triplita, zwieselita, sarkinita, triploidita, wagnerita, wolfeïta, stanĕkita, joosteïta, hidroxilwagnerita, arsenowagnerita, holtedahlita, satterlyita, althausita, adamita, eveïta, libethenita, olivenita, zincolibethenita, zincolivenita, auriacusita, paradamita, tarbuttita, barbosalita, hentschelita, latzulita, scorzalita, wilhelmkleinita, trol·leïta, namibita, fosfoel·lenbergerita, urusovita, theoparacelsita, turanita, stoiberita, fingerita, averievita, lipscombita, richel·lita i zinclipscombita.

## Formació i jaciments
Va ser descoberta a la mina Sapucaia, situada a la localitat de Sapucaia do Norte, a Galiléia (Minas Gerais, Brasil).